# Ben Berges
Ben Berges (...) è un giocatore di football americano tedesco, che gioca come quarterback per i Düsseldorf Panther.